# Kitín Muñoz
Antonio José Muñoz Valcárcel, más conocido como Kitín Muñoz (Sidi Ifni, Ifni, España –hoy Marruecos–, 19 de noviembre de 1958) es un navegante y explorador científico y sociológico español. Es un decidido defensor de los derechos de los aborígenes de todo el mundo, motivos para los que busca atención internacional.
Inspirado por Thor Heyerdahl, Muñoz intentó cruzar el Océano Pacífico tres veces, dos de las cuales fracasó, al igual que su intento por cruzar el Océano Atlántico en una balsa, en un intento por demostrar que antiguos marinos podrían haber cruzado el océano antes de que lo hicieran los españoles en el siglo XV. En 1988, consiguió cruzar el océano Pacífico desde Perú a las islas Marquesas en 72 días. La balsa de totora Uru estaba tripulada por el propio Kitín Muñoz, Kiko Botana, Pepe de Miguel, Juan Ginés García y Eric Frattini.
Kitín Muñoz es un antiguo miembro de élite del Ejército Español, embajador de buena voluntad de la UNESCO y cónsul honorífico de Marruecos.
Kitín Muñoz es también conocido por haber contraído matrimonio en 2002 con la princesa Kalina de Bulgaria, hija de Simeón II de Bulgaria. La ceremonia nupcial fue católica pero sucedida por una bendición ortodoxa. La princesa Kalina, duquesa de Sajonia y condesa de Murány, dio a luz en 2007 a un hijo, Simeón Hassan Muñoz en el hospital Lozenets en Sofía (Bulgaria).

## Distinciones honoríficas
- Gran Oficial de la Orden de San Alejandro (Casa Real de Bulgaria, 01/07/2024).[1]